# 唐家湾镇
唐家湾镇是中国广东省珠海市香洲区下辖的一个镇，位于珠海市北部，2002年由唐家镇与金鼎镇合并而成，2006年7月，珠海市对珠海高新区和唐家湾镇作出“区镇合一”体制调整。唐家湾镇辖区面积130平方公里，下辖16个社区，总人口10万人，其中户籍人口2.9万多人。
唐家湾在中国近现代史上涌现出一批名人，其中有唐廷枢、唐绍仪、唐国安、梁如浩、周长龄、唐宝锷、梁定慧、唐翘卿、唐雄、唐悦良、唐雪卿、唐涤生、苏兆征、古元等。镇内还有中山大学珠海校区、北京理工大学珠海学院、北京师范大学珠海校区、北京師範大學-香港浸會大學聯合國際學院等大学校区。

## 行政区划
唐家湾镇下辖以下地区：
下栅社区、金峰社区、官塘社区、东岸社区、北沙社区、永丰社区、那洲社区、会同社区、宁堂社区、上栅社区、唐家社区、银星社区、唐乐社区、鸡山社区、后环社区和淇澳社区。